# Pouilly-Fuissé

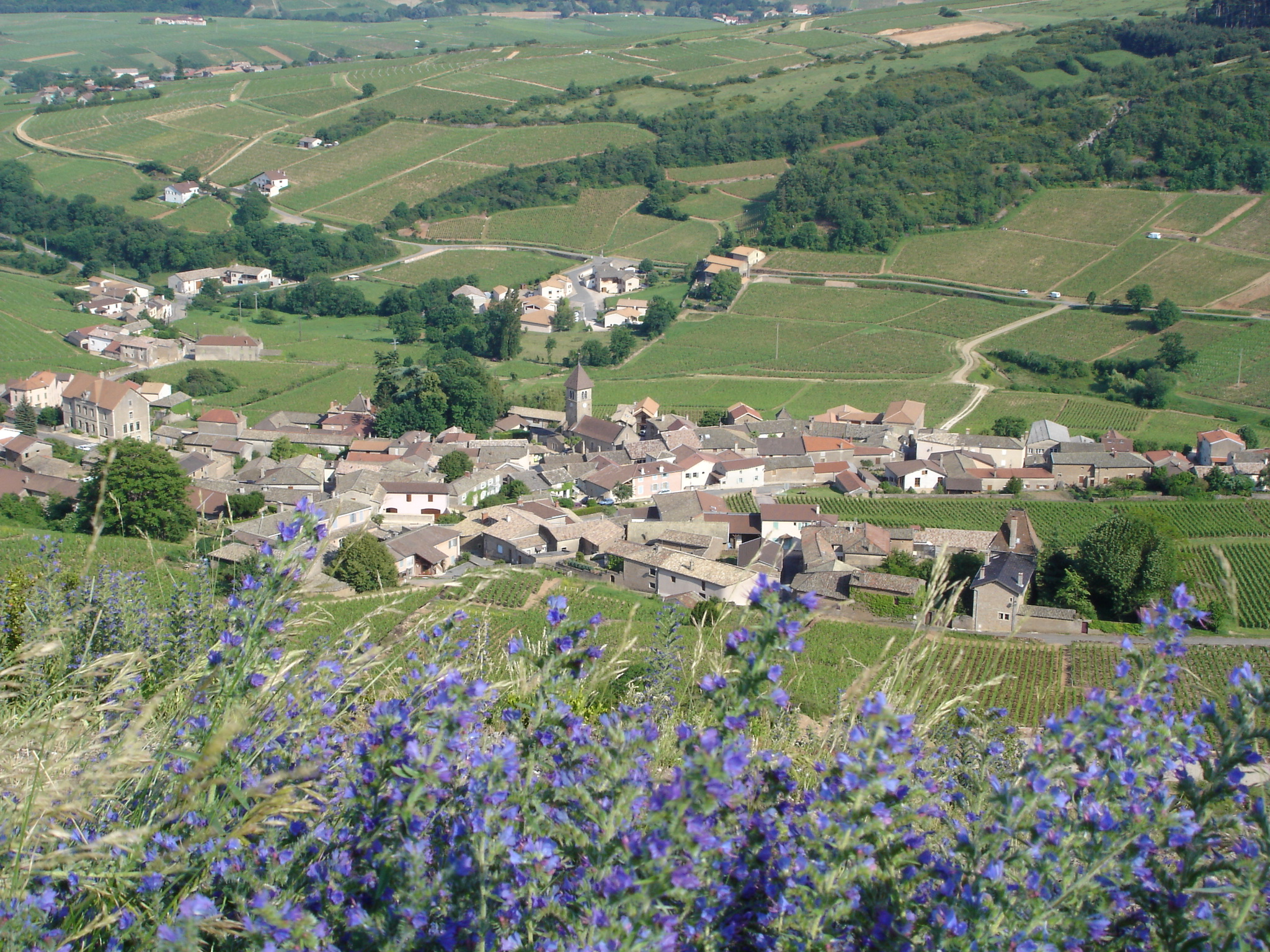
Rebflächen bei Solutré-Pouilly

Pouilly-Fuissé ist eine bedeutende Appellation d’Origine Contrôlée für Weißwein im Mâconnais, Burgund. Am Fuß des berühmten Felsens von Solutré liegen die Dörfer Solutré-Pouilly, Fuissé, Chaintré und Vergisson. Die Felsenklippen von Solutré und Vergisson markieren das Ende eines Kalkstein-Plateaus, auf dem alle im Burgund zugelassenen Rebsorten mit Ausnahme von Gamay, welche im Beaujolais vorkommt, wachsen.
Die körperreichen Weine der Gegend werden aus Chardonnay-Reben gekeltert. Im Eichenfass gereifte Weine können in der Flasche noch gut reifen und erinnern später an geröstete Mandeln und Haselnussaromen. Ansonsten sind die Weine sehr frisch und sehr blumig. Aufgrund der Popularität insbesondere in den Vereinigten Staaten erreichen diese Weine ein ähnliches Preisniveau wie ein Chablis.
Der Pouilly-Fuissé sollte nicht mit dem Pouilly-Fumé, einem Loire-Wein aus Sauvignon Blanc, verwechselt werden.